# Uranotaenia quasimodesta
Uranotaenia quasimodesta är en tvåvingeart som beskrevs av EL Peyton 1977. Uranotaenia quasimodesta ingår i släktet Uranotaenia och familjen stickmyggor. Inga underarter finns listade i Catalogue of Life.